# Дусюм
Дусю́м (тат. Дусым) — деревня в Атнинском районе Республики Татарстан, в составе Кубянского сельского поселения.

## География
Деревня находится в 1,5 км от реки Ашит, в 10 км к северу от районного центра — села Большая Атня.

## История
В окрестностях деревни на левом склоне ручья найдены фрагменты булгарской керамики золотоордынского времени.
Деревня известна с 1619 года.
В XVIII — первой половине XIX века жители относились к категории государственных крестьян. Основные занятия жителей в этот период — земледелие и скотоводство.
В 1848 году в деревне построена мечеть, в 1893 году вновь отстроена.
В «Списке населенных мест по сведениям 1859 года», изданном в 1866 году, населённый пункт упомянут как казённые деревни Дюсюм 2-го стана Царёвококшайского уезда Казанской губернии. Располагались при ключе Дюсюме, по левую сторону транспортного тракта из Казани в Вятскую губернию, в 137 верстах от уездного города Царёвококшайска и в 17 верстах от становой квартиры в казённой деревне Уразлино (Казаклар). В деревнях в 46 дворах жили 310 человек (152 мужчины и 158 женщин). Была мечеть.
В начале XX века в деревне функционировали мечеть, мектеб (открыт в 1906 г.), 2 мелочные лавки. В этот период земельный надел сельской общины (совместно с земельными угодьями деревни Зильгильде) составлял 584 десятины.
До 1920 года деревня входила в Кшкловскую волость Царёвококшайского (с 1919 г. — Краснококшайский) уезда Казанской губернии. С 1920 года в составе Арского кантона ТАССР. С 10 августа 1930 года в Атнинском, с 12 октября 1959 года в Тукаевском, с 1 февраля 1963 года в Арском, с 25 октября 1990 года в Атнинском районах.
В 1931 году был организован колхоз. С 2002 года ООО «Дусюм». В 2011 году в его состав вошло ООО «Кулле-Кими».

## Население
| 1859 | 1897 | 1908 | 1926 | 1938 | 1949 | 1958 | 1970 | 1979 | 1989 | 2002 | 2010 | 2015 |
| ---- | ---- | ---- | ---- | ---- | ---- | ---- | ---- | ---- | ---- | ---- | ---- | ---- |
| 310  | 516  | 835  | 550  | 605  | 487  | 447  | 393  | 360  | 274  | 234  | 206  | 222  |

Национальный состав деревни — татары.

## Экономика
Жители работают преимущественно на молочной ферме ООО «Дусюм», занимаются животноводством и мясо-молочным скотоводством.

## Инфраструктура
В селе действуют начальная школа, клуб, детский сад, фельдшерско-акушерский пункт.

## Религия
Мечеть «Наиль» (с 2007 г.).

## Известные люди
- Р. Н. Сабиров (р. 1958) – генеральный директор ОАО «Холдинговая компания «Татнефтепродукт» (с 1998 года), депутат Государственного Совета РТ пятого созыва, заслуженный нефтяник РТ, почётный работник топливно-энергетического комплекса РФ

### Комментарии
1. ↑  включая деревню Зильгильде